# Tjørvåg
Tjørvåg este o localitate din comuna Herøy, provincia Møre og Romsdal, Norvegia, cu o suprafață de 0,37 km² și o populație de 389 locuitori (2013).